# كروان ذو فخذ مرتفع
الكَروان ذو الفخذ المُرتفع (الاسم العلمي: Numenius tahitiensis)؛ هو خَوَّاضٌ مُتوسِّطُ القَدِّ يَتناسلُ في ألاسكا ويُشتِّي في جُزُرٍ المحيط الهادي الإستِوَائِيَّة.
يُعرفُ في جَزيرةِ مانگاروا بِاسمِ: (kivi) أو (kivikivi)، وفي جزيرة راکاهانگا: (kihi)؛ يُقال أنَّ أصلَ اسمَهُ هو طائر الكيوي (kiwi) النِّيوزيلندي الذي لا يطير، مع أنَّ بعض اللُّغوييِّن مثل روبرت بلست قد اقترح أصلًا بديلًا من اللُّغة المُحيطيَّة -الأوقيِنيسيَّة- الأصليَّة؛ (kiwiwi)، بدلًا من قطقاط ذهبي هادئ.